# Paul Le Blanc
Paul Joseph Le Blanc (nascido em 1947) é um historiador e ativista americano. Professor de História na La Roche College em Pittsburgh, Pensilvânia, escreveu e/ou editou mais de 20 livros, principalmente lidando com os movimentos trabalhistas e socialistas, nos quais tem estado ativo.
Estudou na Universidade de Pittsburgh, com foco em História e recebendo um diploma Bachelor of Arts em 1971, mestrado em Artes em 1980 e doutorado em 1989. Desde 2000, leciona na La Roche College, como Decano da Escola de Artes e Ciências de 2003 a 2009, e como Professor de História.
Sua contribuição "The Third American Revolution" ao sucesso de vendas Imagine: Living in a Socialist USA, editado por Frances Goldin, Michael Smith e Debby Smith (2014) foi considerado pela Kirkus Reviews como "persuasivo... convincente, bem informado". Palestrou na Austrália, Brasil, Grã-Bretanha, Canadá, China, França, Índia, Países Baixos e África do Sul.

## Livros selecionados
- 1990: Lenin and the Revolutionary Party
- 1994: Selected Writings of C.L.R James, 1939–1949 (editado com Scott McLemee)
- 1996: Trotskyism in the United States: Historical Essays and Reconsiderations (with George Breitman and Alan Wald)
- 1996: From Marx to Gramsci (editado com grande ensaio introdutório)
- 1999: A Short History of the U.S. Working Class
- 1999: Rosa Luxemburg: Reflections and Writings (editado com grande ensaio introdutório)
- 2000: U.S. Labor in the Twentieth Century (editado com John Hinshaw)
- 2000: The Working-Class Movement in America, por Eleanor Marx e Edward Aveling (editado com grande ensaio introdutório)
- 2003: Black Liberation and the American Dream (editado com grande ensaio introdutório)
- 2006: Marx, Lenin, and the Revolutionary Experience: Studies of Communism and Radicalism in the Age of Globalization
- 2008: Lenin: Revolution, Democracy, Socialism: Selected Writings (editado com ensaio introdutório)
- 2011: Work and Struggle: Voices from U.S. Labor Radicalism (editado com ensaios introdutórios)
- 2011: Socialism or Barbarism: Selected Writings of Rosa Luxemburg (co-ed. com Helen C. Scott)
- 2012: Leon Trotsky: Writings From Exile (co-editado com Kunal Chattopadhyay)
- 2013:  A Freedom Budget for All Americans: Recapturing the Promise of the Civil Rights Movement in the Struggle for Economic Justice Today (com Michael D. Yates)
- 2014: Unfinished Leninism: The Rise and Return of a Revolutionary Doctrine
- 2014: Leon Trotsky and the Organizational Principles of the Revolutionary Party (com Dianne Feeley e Thomas Twiss)
- 2015: Leon Trotsky ISBN 9781780234304